# Конан (Marvel Comics)
Конан (англ. Conan) — персонаж, основанный на Конане-варваре Роберта И. Говарда. Он был представлен миру комиксов в 1970 с Conan the Barbarian, написанный Роем Томасом, иллюстрированный Барри Смитом и опубликованный Marvel Comics.
Весьма успешная серия Conan the Barbarian породила более взрослый, черно-белый Savage Sword of Conan в 1974 (опубликованный импринтом Marvel Curtis Magazines). Написанный Томасом с большей частью искусства Джона Бушемы или Альфредо Алькалы, Savage Sword of Conan скоро стал одним из самых популярных комических серий 1970-х и теперь считается культовым классиком.
История Marvel Конана были также адаптированы в качестве газетных комиксов, которые появлялись ежедневный и воскресные с 4 сентября 1978 до 12 апреля 1981. Первоначально написанная Томасом и проиллюстрированная Бушемой, газета была продолжена несколькими разными художниками и писателями Marvel.
Marvel прекратило издавать все комиксы о Конане в 2000. В 2003 Dark Horse Comics приобрели лицензию на публикацию персонажа.
После того, как Marvel вернули себе права, с начала 2019 года издательство начало выпускать омнибусы Conan the Barbarian и Savage Sword of Conan в серии The Original Marvel Years, которые содержат изданные в хронологическом порядке выпуски обеих серий. Из-за того, что Marvel вернули права только на Конана, некоторые сюжетные арки с важными персонажами вселенной в этих омнибусах отсутствуют, в том числе — Рыжая Соня (права принадлежат Dynamite Entertainment), Кулл и другие. На данный момент вышло 4 омнибуса «Конана-Вавара» и три — «Карающего меча Конана».
Кроме того, издательство запустило несколько новых мини-серий, посвящённых персонажу — их пишут Джейсон Аарон и Джерри Дагган.

## Основные появления
Основные появления Конана Marvel Comics включают:
| Название                       | Выпуск            | Дата      | Примечания                                                                                           |
| ------------------------------ | ----------------- | --------- | --- |
| Conan the Barbarian            | #1 — 275          | 1970-1973 | |
| Conan the Barbarian            | Ежегодник #1 — 12 | 1973-1987 | |
| Savage Tales                   | #1 — 5            | 1971-1975 | Конан появился только в первых пяти выпусках; в финальном шестом выпуске был представлен Ка-Зар      |
| Giant-Size Conan               | #1 — 5            | 1974-1975 | |
| Savage Sword of Conan          | #1 — 235          | 1974-1995 | Черно-белый комикс «зрелых читателей», первоначально опубликованный импритом Marvel Curtis Magazines |
| Savage Sword of Conan          | Ежегодник #1      | 1975      | |
| Газетный комикс Conan          | 16 историй        | 1978-1981 | |
| Handbook of the Conan Universe | #1                | 1985      | |
| King Conan/Conan the King      | #1 — 55           | 1980-1989 | Название изменено от King Conan до Conan the King после выпуска #19                                  |
| Conan the Adventurer           | #1 — 14           | 1994-1995 | «Перезапуск» Conan the Barbarian                                                                     |
| Conan                          | #1 — 11           | 1995-1996 | |
| Conan the Savage               | #1 — 10           | 1995-1996 | «Перезапуск» Savage Sword of Conan                                                                   |

### Истории газетных комиксов (ежедневные и воскресные)
1. The Coming of Conan, Рой Томас & Джон Бушема
(Сен 4, 1978 — Сен 9, 1978)
2. The Wizard’s Daughter, Рой Томас & Джон Бушема
(Сен 10, 1978 — Окт 21, 1978)
3. Red Sonja, Рой Томас, Джон Бушема & Эрни Чан 
(Окт 22, 1978 — Дек 24, 1978)
4. The Slavers, Рой Томас & Эрни Чан
(Дек 25, 1978 — Фев 10, 1979)
5. The Stolen City, Рой Томас & Эрни Чан
(Фев 11, 1979 — Мар 25, 1979)
6. The People of the Cataclysm, Рой Томас & Эрни Чан
(Мар 26, 1979 — Июнь 10, 1979)
7. The Castle of Vincenzo, Рой Томас & Эрни Чан
(Июнь 11, 1979 — Авг 26, 1979)
8. The Rescue of King Sohram, Рой Томас & Эрни Чан
(Авг 26, 1979 — Окт 28, 1979)
9. Bride of the Black Book, Рой Томас & Эрни Чан
(Окт 29, 1979 — Дек 22, 1979)
10. Red Sonja and Thulsa Doom, Рой Томас & Эрни Чан 
(Дек 23, 1979 — Мар 15, 1980)
11. The Jewel of the Ages, Рой Томас & Эрни Чан
(Мар 16, 1980 — Апр 27, 1980)
12. Treasure Ship, Рой Томас & Эрни Чан
(Апр 28, 1980 — Июнь 22, 1980)
13. Island Warrior, Рой Томас & Эрни Чан
(Июнь 23, 1980 — Авг 27, 1980)
14. The Plague Demon, Рой Томас & Альфредо Алькала 
(Авг 28, 1980 — Окт 19, 1980)
15. The Tower of the Elephant, Рой Томас, Руди Небрес, Пабло Маркос & Алан Купперберг 
(Окт 20, 1980 — Янв 3, 1981)
16. Revenge of the Son of Yara the Wizard Priest, Рой Томас, Даг Менч, Алан Купперберг, Пабло Маркос & Том Ятс 
(Янв 4, 1981 — Апр 12, 1981)

### Графические романы Marvel
- The Witch Queen of Acheron (Графический Роман Marvel [ГРМ] #19, 1985)
- Conan the Reaver (ГРМ #28, 1987)
- Conan of the Isles (ГРМ #42, 1988)
- The Skull of Set (ГРМ #53, 1989)
- The Horn of Azoth (ГРМ #59, 1990)
- Conan the Rogue (ГРМ #69, 1991)
- The Ravagers Out of Time (ГРМ #73, 1992)

### МинисерииConan the BarbarianMarvel
- Stalker of the Woods (1997), 3 выпуска
- The Usurper (1997—1998), 3 выпуска
- Lord of the Spiders (1998), 3 выпуска
- River of Blood (1998), 3 выпуска
- Return of Styrm (1998), 3 выпуска
- Scarlet Sword (1998—1999), 3 выпуска
- Death Covered in Gold (1999), 3 выпуска
- Flame and the Fiend (2000), 3 выпуска

### Появления Marvel Universe в современный день
- What If (Том 1) #13 Конан появляется в современной вселенной Marvel Comics и в короткие сроки адаптируется к ней, прежде чем вернуться в свой собственный мир.
- What If (Том 1) #39 Что, если Тор сражался против Конана-варвара?
- What If (Том 1) #43 В сиквеле (и альтернативная концовка) в What If? #13, Конан возглавляет банду воров и борется против Капитана Америки, который предлагает ему возможное членство с Мстителями.
- What If (Том 2) #16 Что, если Росомаха сражался против Конана-варвара? Конан борется с Росомахой (в своё время) и, в конечном счете появился на луне на момент смерти Джин Грей/Тёмный Феникс, кидает камнем в голову Циклопа, тем самым невольно обрекая эту альтернативную реальность.
- Avengers Forever #12 (1998) (стр 11, финальный эпизод «Поток Скачков Вперед Героев») Это было первое сочинительство Курта Бьюсика Конана. Конан в этом комиксе (1 эпизод) был таким же Конаном, как и в What If? #43.
- Excalibur #47 (1992) с Сатурнайн (последние два эпизода стр 16 — нет текстовой ссылки).
- Fantastic Four #405 борется против Человека-муравья, Железного человека 2020 и Заррко.
- Incomplete Death’s Head #11 где он появляется в одном эпизоде.
- Green Goblin #10 То, что кажется роботом Конана борется с Зелёным гоблином в Мире Убийств Аркады.
- Paradise X: Heralds #1 Какая-то, может быть, реинкарнация Конана (и Рыжей Сони) Кулана Гата появляется и очевидно убита Гиперионом перед началом 2 выпуска.

Следующее происходит в эру Хибориана:
- Dr. Strange #11 (том 3, 1989) против Варнае.
- Dr. Strange #26 (том 3, 1991) (вторая История Legacy of the Wolf Part I, финальный страница, второй эпизод) Фигура, которая имеет поразительное сходство с Конаном, но никаких ссылок в тексте для подтверждения.
- Thor Corps #3 Конан появляется с космонавтом.
- Conan #249-250 с Рыжей Соней, он борется с Варнае, первый вампир (кто боролся с Доктором Стрэнджем и Тором).

Примечание: По крайней мере, некоторые из этих появлений (например, What If?, Avengers Forever и Excalibur), если не все, были не Конаны с Земли-616.

#### Разные появления
- Conan the Barbarian Movie Special (1982), 2 выпуска
- Conan the Destroyer Movie Special (1985), 2 выпуска
- Marvel Age, выпуски 1, 2, 8 и 13

### Перепечатки
- Conan the Barbarian (1978 до 1979), шесть в мягкой обложке размерных книг, опубликованных Ace Books/Tempo Star. Перепечатанные выпуски 1-3 (том 1); 4-6 (том 2); 7-9 (том 3); 10-11 (том 4); 12 (первая история), 13 and 16 (том 5); 12 (вторая история), 14-17 and 87 (вторая история) (том 6).
- Conan the Barbarian — Special Edition (1983), Red Nails
- Conan Saga (1987—1995), 97 выпусков
- Conan Classic (1994—1995), 11 выпусков
- Marvel Treasury Edition, выпуски 4, 15, 19 и 23
- Marvel Super Special, выпуски 2, 9, 21 и 35
- Essential Conan (2000), Том 1 (перепечатанные выпуски 1-25)

### Омнибусы The Original Marvel Years
После возвращения прав на издания комиксов по Конану, Marvel запустил серию репринтов The Original Marvel Years — в них под твердой обложкой увеличенного формата начало выходить наследие «бронзового» и «серебряного» веков. Их выпуск курирует известный коллекционер, редактор, дизайнер и консультант по художественной реставрации Кори Сэдлмайер, который также ответственен за выпуск премиальной серии Marvel Masterworks.

#### Серия «Конан-варвар»
- Conan The Barbarian: The Original Marvel Years Omnibus Vol. 1 (вышла 16 января 2019 г.). В состав сборника входят Conan the Barbarian #1-26; material from Chamber of Darkness #4, Savage Tales (1971) #1, 4. Художник стандартной обложки — Джон Кассадей, обложки для прямых продаж — Барри Виндзор-Смит.
- Conan The Barbarian: The Original Marvel Years Omnibus Vol. 2 (вышла 24 июля 2019 г.). В состав сборника входят Conan the Barbarian #27-51, Annual #1, Giant-Size Conan #1-4; material from Savage Sword of Conan #1, 8, 10. Художник стандартной обложки — Дейл Киоун, обложки для прямых продаж — Нил Адамс.
- Conan The Barbarian: The Original Marvel Years Omnibus Vol. 3 (15 января 2020 г.). В состав сборника входят Conan the Barbarian #52-83, Annual #2-3, Power Records: Conan the Barbarian — The Crawler in the Mists, material from F.O.O.M. #14. Художник стандартной обложки — Фрэнк Чо, обложки для прямых продаж — Гил Кейн.
- Conan The Barbarian: The Original Marvel Years Omnibus Vol. 4 (23 сентября 2020 г.). В состав сборника входят Conan the Barbarian #84-115, Annual #4-5, What If? #13. Художник стандартной обложки — Карлос Пачеко, обложки для прямых продаж — Джон Бушема.
- Conan The Barbarian: The Original Marvel Years Omnibus Vol. 5 (выйдет 3 марта 2021 г.). В состав сборника входят Conan the Barbarian #116-149, Annual #6-7, What If? #39, Marvel Graphic Novel: Conan of the Isles. Художник стандартной обложки — Алекс Росс, обложки для прямых продаж — Гил Кейн.

#### Серия «Карающий меч Конана»
- Savage Sword of Conan: The Original Marvel Years Omnibus Vol. 1 (вышла 20 марта 2019 г.). В состав сборника входят Savage Tales #1-5, Savage Sword of Conan #1-12, Savage Sword of Conan Special #1. Художник стандартной обложки — Габриэль Дель’Отто, обложки для прямых продаж — Борис Вальехо.
- Savage Sword of Conan: The Original Marvel Years Omnibus Vol. 2 (6 ноября 2019 г.). В состав сборника входят Reprints: Savage Sword of Conan #13-28, Marvel Comics Super Special #2. Художник стандартной обложки — Симоне Бьянчи, обложки для прямых продаж — Джим Старлин.
- Savage Sword of Conan: The Original Marvel Years Omnibus Vol. 3 (8 июля 2020 г.). В состав сборника входят Reprints: Savage Sword of Conan #29-44, Marvel Comics Super Special #9. Художник стандартной обложки — Райан Браун, обложки для прямых продаж — Эрл Норем.